# 圣安娜-达尔法埃多
圣安娜-达尔法埃多（義大利語：Sant'Anna d'Alfaedo），是意大利威尼托大区维罗纳省的一个市镇。总面积43.68平方公里，人口2608人，人口密度59.7人/平方公里（2009年）。国家统计（ISTAT）代码为023078。